# Jules Lachelier
Jules Lachelier (Fontainebleau, 27 maggio 1832 – Fontainebleau, 26 gennaio 1918) è stato un filosofo francese.
È ricordato soprattutto per lo studio della filosofia di Immanuel Kant e la conseguente diffusione della filosofia trascendentale nella Francia di fine Ottocento. Ha lasciato pochissimi scritti, esercitando la sua influenza soprattutto attraverso le sue lezioni all'École normale supérieure di Parigi.

## Biografia
Nacque nel 1832 a Fontainebleau, piccolo comune della regione dell'Île-de-France. Fu l'unico figlio di Louise-Thérèse Degand ed Esprit Lachelier, un ufficiale della marina militare francese in congedo. Dopo la morte del padre, avvenuta nel 1847, fu mandato a Parigi e completò i suoi studi superiori al liceo Louis-le-Grand.
Nel 1851 viene ammesso come studente all'École Normale Supérieure, classificandosi primo in graduatoria. Proprio in quell'anno, la Francia viene scossa dal colpo di Stato del 2 dicembre, che permise al presidente Carlo Luigi Napoleone di concentrare tutto il potere su di sé. L'anno successivo, il presidente proclamò la nascita del Secondo Impero e fu proclamato imperatore, assumendo il nome di Napoleone III. L'École Normale venne fatta oggetto di numerose pratiche restrittive, compresa la sorveglianza costante degli studenti. Il concorso per diventare professore di Filosofia era stato soppresso, così Lachelier tese a ritirarsi in se stesso, conducendo i suoi studi con la pacatezza e riservatezza che gli saranno caratteristiche. Nonostante l'inimicizia dell'amministrazione della scuola, Lachelier vinse il concorso da professore in Lettere. Fu interrogato da Félix Ravaisson, che dopo due anni lo richiamò all'École Normale come docente.
Nel frattempo Lachelier si era sposato con Lèontine Courtois, matrimonio che durerà fino alla morte dei due. La coppia ebbe due maschi e sette femmine; il primogenito, Henri Lachelier, seguì la carriera del padre e contribuì agli studi postumi sul suo pensiero. L'essere sposato con figli gli evitò il servizio militare. Così, Lachelier si dedica a tempo pieno alla speculazione filosofica, avendo come unico vincolo quello di tenere Ravaisson al corrente dei propri studi.
Dapprima si dedica allo studio dei dialoghi di Platone, per poi rivolgersi allo spiritualismo di Maine de Biran, la dottrina sostenuta dal suo maestro Ravaisson. Medita a lungo su una tesi di dottorato conforme alla metafisica spiritualista, invano. I suoi studi finiscono sempre per incontrare difficoltà insolubili. È solo con la lettura della Critica del Giudizio di Kant che il suo pensiero ha una svolta e giunge a maturazione. Il prodotto immediato è la tesi Du fondement de l'induction (Sul fondamento dell'induzione).
In quest'opera, Lachelier applica la filosofia trascendentale al problema dell'induzione, cercando di mostrare il suo potere teoretico ed aderendo esplicitamente ad essa. Questo segnò una rottura con l'intera tradizione della filosofia francese dell'epoca e l'allontanamento da Ravaisson. Questo si tradusse nel suo isolamento da parte degli altri accademici, a causa dell'egemonia della corrente spiritualista che risaliva all'opera di Victor Cousin.
Ciononostante esercitò una grande influenza attraverso i suoi corsi. Fu il primo studioso degno di nota in Francia a capire seriamente la portata della svolta criticista e a diffonderne l'insegnamento e la comprensione. Nel complesso, la sua influenza fu tra le più importanti per i mutamenti della filosofia francese di fine '800. Tra i suoi studenti vi furono Jules Lagneau, Émile Boutroux, Théodule Ribot, Léon Brunschvicg (che dopo morte di Lachelier tenne il discorso in sua memoria alla Societé Française de Philosophie) e Henri Bergson (che a Lachelier dedicò il primo dei suoi lavori principali, il Saggio sui dati immediati della coscienza).
Condusse la sua vita conformemente alla tranquillità che lo contraddistingueva, tanto che rinunciò a pubblicare opere sistematiche, non considerandosi un autore degno di nota. Continuò ad insegnare con passione e, dopo essersi ritirato, continuò a partecipare alle discussioni accademiche e a dare il suo contributo alle opere degli amici. Morì il 26 gennaio del 1918 nella sua città natale Fontainebleau, per essere poi sepolto a Parigi il 31 gennaio. Nel suo testamento chiese di non pubblicare né i testi dei suoi corsi all'École Normale, né la sua corrispondenza filosofica, ultimo atto di estrema umiltà e riservatezza.

## L'opera
La scarsissima fama di Jules Lachelier ha una delle sue cause principali nella povertà della sua produzione scritta. A parte la corrispondenza e i corsi, dei quali egli stesso vietò la pubblicazione, rimangono alcuni articoli, annotazioni e solo due scritti maggiori: la tesi di dottorato Du fondement de l'induction ed il saggio Psychologie et Métaphysique. La sua filosofia è vicina all'idealismo trascendentale, ma rimane forte la base spiritualista, soprattutto in riferimento a Maine de Biran.
In effetti, la peculiarità della sua filosofia sta in un riuscito innesto del trascendentalismo nello spiritualismo, da cui non si distaccò mai veramente. Nella conclusione di Du fondement de l'induction, Lachelier parla di come si debba superare il meccanicismo di quello che chiama idealismo materialista, abbracciando un Realismo Spiritualista. 
Inoltre, in una nota alla voce Spiritualismo del dizionario filosofico di Lalande, Lachelier distingue tra due forme di esso:
- quello di primo grado si limita a porre lo spirito al di sopra della natura, impigliandosi nel problema del rapporto tra essi;
- quello più avanzato, che ascrive a Ravaisson (sanando in parte l'apparente tradimento consumatosi con l'adesione al kantismo) consiste nel «cercare nello spirito la spiegazione della natura stessa, nel credere che il pensiero inconscio che lavora in essa sia lo stesso che diviene cosciente in noi, e che esso non fa che lavorare per arrivare a produrre un organismo che gli permetta di passare (tramite la rappresentazione dello spazio) dalla forma inconscia a quella cosciente».[3]

### Scritti minori
A dispetto delle richieste, parte della sua corrispondenza è disponibile alla biblioteca dell'Institut de France. Appunti presi dagli studenti alle sue lezioni sono presenti nella biblioteca dell'École Normale; il corso di logica dell'anno accademico 1866-1867 è stato pubblicato in Francia nel 1990.
In appendice ad Oeuvres (1933) sono contenuti i testi di numerose discussioni della Societé Française de Philosophie, indispensabili per capire la profondità dell'autore. Ad essi seguono le correzioni ed annotazioni che Lachelier apportò al dizionario filosofico di André Lalande. Anche queste sono molto interessanti e permettono un'ulteriore chiarificazione della filosofia di Lachelier. Le correzioni sono tuttora accettate e segnalate nelle edizioni contemporanee del dizionario.
Gli articoli sono numerosi ed alcuni godono ancora di una certa attenzione in Francia. I più brevi sono: delle annotazioni sul Filebo di Platone (Note sur le "Philèbe"); sui paradossi di Zenone (Note sur les deux derniers arguments de Zenon d'Elée contre l'existence du mouvement); sugli dei in Epicuro (Les dieux d'Épicure); una recensione ad un testo sul concetto di Dio (Trois articles sur l'idée de Dieu et ses nouveaux critiques, de E. Caro). Più importanti sono i suoi studi sul sillogismo: Les conséquences immédiates et le syllogisme e La proposition et le syllogisme. Tuttora oggetto di una certa considerazione, almeno da parte degli studiosi del settore in Francia, sono le Notes sur le pari de Pascal, che esaminano criticamente la famosa scommessa su Dio di Blaise Pascal.
L'observation de Platner è un articolo più complesso: esso parte da uno studio di Ernst Platner, medico e filosofo seguace di Gottfried Leibniz. Platner conduce delle osservazioni su dei pazienti ciechi dalla nascita e ne conclude che essi non hanno l'idea dello spazio: ciò che prende il posto di essa è il tempo, tramite il tatto. 
Lachelier cerca di difendere questa tesi, sostenendo che l'estensione (termine che preferisce a quello di spazio) è un fenomeno visivo, di cui il tatto non sa render ragione; inoltre, che il tatto permette di percepire comunque ciò che ci sta attorno, distinguendo altrettanti dettagli che la vista. L'argomentazione si sviluppa in modo approfondito, investendo i temi più generali della percezione e del rapporto tra idealismo e realismo.
L'obiettivo di Lachelier è comunque quello di escludere la possibilità di oggetti esistenti in se stessi, di un mondo materiale completamente indipendente dal pensiero, cercando di mostrarne la contraddittorietà. Per i suoi rilievi sulla percezione della profondità, il testo è un confronto importante per la prima filosofia di Louis Lavelle.

### Sul fondamento dell'induzione
Lachelier presentò questo testo come tesi di dottorato nel 1872. In esso, la tematica dell'induzione viene assunta come banco di prova per la filosofia trascendentale. È risaputo che l'induzione presenta continuamente il problema della legittimità e sicurezza delle sue conclusioni, in quanto pretende di ottenere una regola universale (una legge naturale) a partire da dei casi particolari.
Dopo aver dimostrato che l'induzione non può essere un'operazione logica, almeno nell'ambito della logica classica, Lachelier passa alla disamina critica delle due posizioni antagoniste dell'epoca: lo spiritualismo e l'empirismo. Quest'ultimo era stato introdotto in Francia da Condillac nella forma del sensismo. Entrambe arrivano a contraddizioni insolubili; per Lachelier il problema può essere risolto solo seguendo il sentiero tracciato da Kant.
È qui che la ricerca ha una svolta, non solo per l'uso degli strumenti della filosofia trascendentale, ma perché diventa un tentativo di fondazione metafisica di quelli che Lachelier individua come i due principi necessari perché l'induzione possa affermarsi come legittima: la causalità e la finalità, che rendono intellegibile il mondo, e perciò possibili le scienze. Non solo: approdando alle conseguenze di questo percorso di fondazione, Lachelier allarga il campo della ricerca ad altre tematiche metafisiche quali la libertà ed il determinismo, la necessità e la contingenza, l'oggettività del conoscere, l'armonia del sistema dell'universo. Quello che per lui rimane a fuori è la morale, che richiederebbe un discorso a parte, ma che non può dirsi indipendente dalla metafisica.
Alla luce della sua rivalutazione dell'induzione, in Lachelier sono stati individuati i germi di quell'idealismo francese che troverà un suo erede in Léon Brunschvicg.

### Psicologia e metafisica
Questo è il testo dove l'idealismo di Lachelier diventa più esplicito. Si apre con la constatazione che la filosofia aspira al sapere universale, per poi ribadire la tesi che per fare ciò è necessario indagare il pensiero. Ora, lo studio dei meccanismi del pensiero, conformemente alla tradizione francese dell'epoca, viene definita psicologia. In questo modo, la psicologia è indicata come propedeutica alla metafisica, perché è conoscendo le forme del pensiero che è poi possibile proseguire fino alla conoscenza della realtà e delle verità più elevate.
Con procedimento simile a quello della tesi di dottorato, Lachelier mette a confronto le teorie psicologiche derivate dalla scuola di Victor Cousin (che paradossalmente prendeva le mosse dagli studi di Condillac) e quelle nate in reazione ad essa, in cui possiamo riconoscere l'influenza empirista. Dal confronto tra esse derivano diverse aporie, principalmente perché le prime sembrano più accettabili al senso comune, ma le seconde sono più rigorose. Così, Lachelier cerca di trovare una via d'uscita, ancora una volta integrando la tradizione con la filosofia trascendentale per poi mostrare come il cambiamento di paradigma abbia delle importanti conseguenze metafisiche. In conclusione, Lachelier tira le somme della ricerca, tracciando di fatto il percorso della sua filosofia dallo spiritualismo alla sua forma di idealismo.

### Traduzioni italiane
- Psicologia e metafisica, traduzione di Guido De Ruggiero, Laterza, Bari 1915. (comprende Du fondement de l'induction, Psychologie et métaphysique e L'observation de Platner)